# Marck
Marck är en kommun i departementet Pas-de-Calais i regionen Hauts-de-France i norra Frankrike. Kommunen ligger i kantonen Calais-Est som tillhör arrondissementet Calais. År 2022 hade Marck 10 468 invånare.

## Befolkningsutveckling
Antalet invånare i kommunen Marck
| Referens: INSEE |